# 福禄镇 (璧山区)
福禄镇，是中华人民共和国重庆市璧山区下辖的一个乡镇级行政单位。

## 行政区划
福禄镇下辖以下地区：
福中社区、浸合村、龙宝村、红山村、和平村、斑竹村和胜利村。